# Ruzàievka
Ruzàievka (en rus: Рузаевка) és un poble de l'óblast de Saràtov, a Rússia, segons el cens del 2010 tenia 48 habitants. Pertany al districte municipal de Petrovsk.